# Vece Paes
Vece Paes (Goa, 30 aprile 1945 – Calcutta, 14 agosto 2025) è stato un hockeista su prato e medico indiano.

## Biografia
Da ragazzo praticò cricket, football, calcio e rugby, per poi scegliere l'hockey su prato: fu attivo in questa disciplina dal 1965 al 1972.
Rappresentò l'India nell'hockey su prato sia ai campionati mondiali nel 1971 sia alle Olimpiadi estive nel 1972. In entrambe le manifestazioni l'India vinse la medaglia di bronzo. 
Dopo aver lasciato l'agonismo si laureò in medicina all'Università di Calcutta. Si specializzò in chirurgia generale e fu per molti anni il medico ufficiale della squadra indiana di Coppa Davis.
Vece Paes è morto nel 2025, per complicazioni della malattia di Parkinson. 

## Vita privata
Dal suo unico matrimonio nacquero tre figli: due femmine e il tennista Leander Paes.